# Agència de Residus de Catalunya

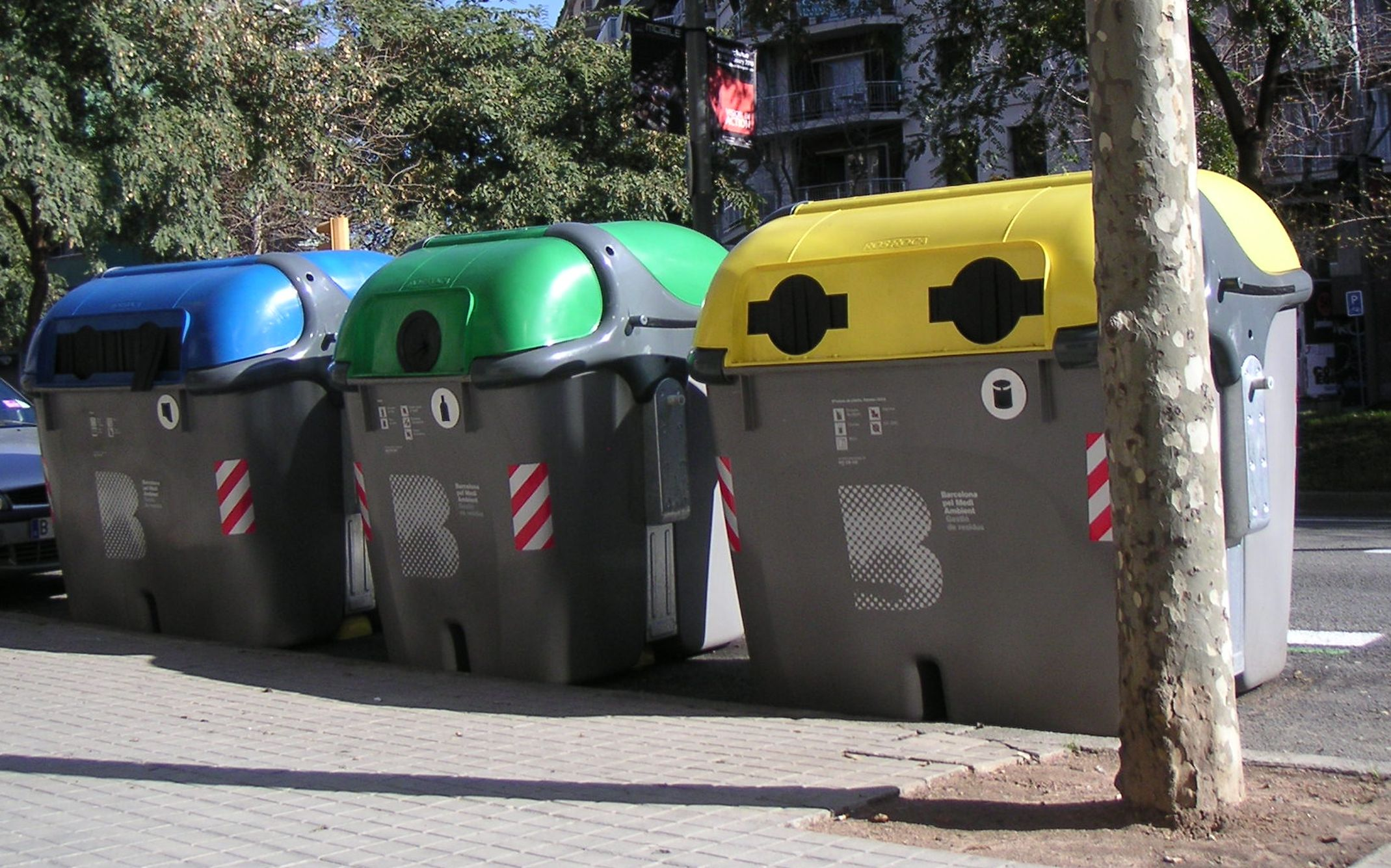
Recollida selectiva a Barcelona

L'Agència de Residus de Catalunya (a vegades identificada per les seves sigles, ARC, i anomenada abans de 2003 Junta de Residus) és un organisme públic de la Generalitat de Catalunya que té competència sobre els residus que es generen o es gestionen a Catalunya (excepte els residus radioactius, els residus de pedreres, els residus agrícoles i ramaders no perillosos, els explosius desclassificats, les aigües residuals i els efluents gasosos emesos a l’atmosfera.

## Història
El 1983, amb la primera Llei de residus industrials de Catalunya es crea la Junta de Residus (anterior denominació de l'Agència de Residus de Catalunya), organisme de caràcter administratiu adscrit al Departament de Política Territorial i Obres Públiques, al qual corresponien la planificació, la informació la promoció, l'autorització, l'organització, i la supervisió de les actuacions concernents als residus industrials. El 1993, amb la Llei 6/1993, s'inicià l’ordenació i la millora de la gestió dels residus a Catalunya, que suposa una norma bàsica de gestió dels residus que es generen o gestionen a Catalunya. A partir de la Llei es van desplegar el Programa general de residus i tres programes específics d’actuació:
- El programa de gestió de residus municipals a Catalunya (març de 1995).
- El programa de gestió de residus especials a Catalunya (març de 1994).
- El programa de gestió de residus de la construcció a Catalunya (desembre de 1995).

Des de 1993, la recollida selectiva dels residus (en aquell moment bàsicament vidre i paper/cartró) ha passat de l'1,4% de tots els residus municipals al 39% (2013), i compren altres fraccions com orgànica, envasos lleugers, aparells elèctrics i electrònics, olis vegetals, el tèxtil, la ferralla i fustes, entre d'altres. La recollida selectiva del paper/cartró era d’11.811 tones i la del vidre, de 27.937. El 2013 era de 318.000 i de 169.116 tones, respectivament. La gestió dels residus municipals només estava controlada en el 50% dels municipis catalans; el 2013 era al 100% del territori.
El 2003 la Junta de Residus passa a la denominació actual d'Agència de Residus de Catalunya. Des de 2011 depèn orgànicament de la Secretaria de Medi Ambient i Sostenibilitat, dins del Departament de Territori i Sostenibilitat de la Generalitat de Catalunya.

## Objectius
Segons la legislació que la regula, els objectius de l'Agència de Residus de Catalunya són:
- Promoure la minimització de residus i llur perillositat.
- Foment de la recollida selectiva.
- Valorització dels residus.
- Disposició del rebuig.
- Recuperació d'espais i sòls degradats per descàrregues incontrolades de residus o per contaminats.[6]

## Àmbits d'actuació
- Planificació: elaboració de programes generals de prevenció i gestió de residus i recursos, així com, pel que fa a les infraestructures, el plans territorials d’infraestructures de gestió de residus municipals.
- Prevenció de la generació de residus: prevenció de residus municipals i empresarials (incloent envasos), minimització de residus, reducció del malbaratament alimentari i fomentar de la reutilització.Planta de reciclatge

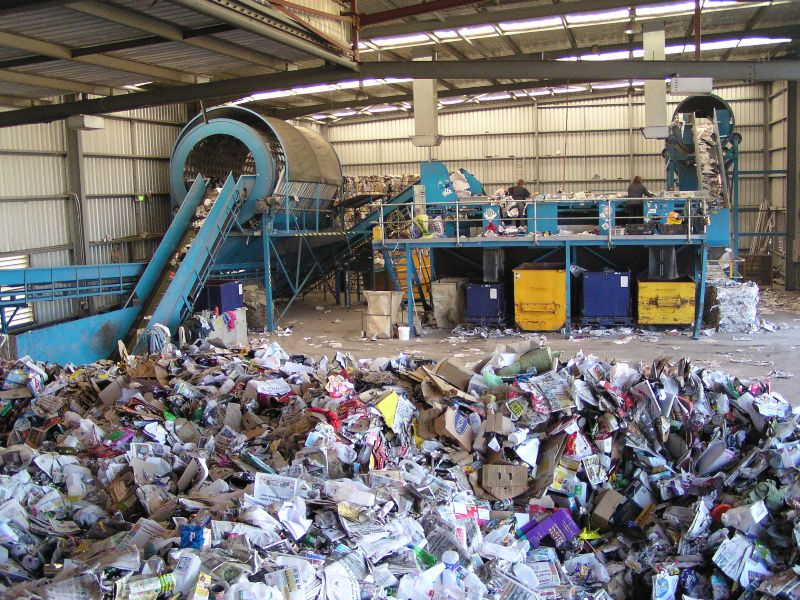
Planta de reciclatge

- Recollida selectiva: la recollida selectiva consisteix a recollir diferenciadament les diferents fraccions dels residus municipals amb la finalitat de poder-les reciclar, basada en la selecció que els ciutadans i els comerços realitzen dels productes recuperables i que, posteriorment, l'administració s'encarrega de gestionar. Inclou la recollida de residus municipals especials, aparells elèctrics i electrònics, piles i altres acumuladors, medicaments usats i/o caducats, vidre, paper i cartró, envasos lleugers, matèria orgànica, i la gestió de les deixalleries.
- Valorització i reciclatge: introduir criteris mediambientals en el disseny dels productes industrials i en la seva producció, recuperació de productes, reciclatge, i la promoció de productes recuperats o reciclats.

- Tractament final: incineració de residus especials i disposició en dipòsits o abocadors (especials, no especials i de la construcció).
- Sensibilització: realització de campanyes de divulgació per al foment de la recollida selectiva, la prevenció de residus, educació ambiental en temàtica de residus.
- Sòls contaminats: gestió dels sòls contaminats a Catalunya, inspeccions, recuperació de sòls.

- Transport de residus (recollida i el trasllat de residus): Registre de Transportistes de Residus de Catalunya, transport de residus fora de Catalunya.[7]

Els tipus de residus supervisats per l'ARC comprenen:
| - Residus municipals - Residus industrials - Residus comercials - Residus orgànics - Runes i altres residus de la construcció - Excedents de dejeccions ramaderes - Residus sanitaris - Matèria orgànica - Paper i cartró - Vidre - Residus d'aparells elèctrics i electrònics (RAEE) | - Vehicles fora d'ús - Pneumàtics fora d'ús - Envasos - Olis industrials usats - PCB/PCT - Piles i altres acumuladors - Frigorífics i altres aparells amb CFC - Fluorescents i làmpades de descàrrega - Plàstic - Subproductes animals |